# Venus Raj
Maria Venus Bayonito Raj (Doha, 7 luglio 1988) è una modella filippina.

## Biografia
Incoronata Binibining Pilipinas il 6 marzo 2010, Venus Raj è stata tuttavia detronizzata due settimane dopo la vittoria, per via di alcune incongruenze fra il suo certificato di nascita e la sua età dichiarata. Per un breve periodo, la Raj è stata quindi sostituita dalla terza classificata al concorso Nicolette Henson, prima di essere reintegrata nel suo ruolo.
Ha rappresentato le Filippine in occasione del concorso internazionale Miss Universo 2010, che si è tenuto a Las Vegas, e dove Venus Raj si è classificata al quinto posto. In precedenza Venus Raj si era classificata al quinto posto di Miss Terra 2008.
Dopo i concorsi di bellezza, Venus Raj ha intrapreso la carriera di conduttrice televisiva ed attrice.